# Meinhard Stocker
Meinhard Stocker (1963) è un ex sciatore alpino austriaco.

## Biografia
Ai Campionati austriaci Stocker vinse la medaglia di bronzo nella combinata nel 1983; gareggiò in Coppa del Mondo almeno fino al 1983, senza ottenere risultati di rilievo. Non prese parte a rassegne olimpiche né ottenne piazzamenti ai Campionati mondiali.

## Palmarès

### Campionati austriaci
- 1 medaglia[1]:
  - 1 bronzo (combinata nel 1983)